# Ellobiidae
Ellobiidae of Oorslakken zijn een familie longslakken die in een verbazingwekkende verscheidenheid aan gebieden voorkomen. Ze stammen waarschijnlijk af van de landlongslakken. Bij alle soorten is het huisje rechtsgewonden en ovaal- tot cilindervormig. De mondopening is vaak voorzien van plooien of tanden. De spil van de oudere windingen is opgelost waardoor één ruimte ontstaat (zie figuur). Ze leven voornamelijk op het land of op oevers. Myosotella myosotis (Gewoon muizenoortje) komt in Nederland en België voor en leeft op vochtige kleibodems in het supralittoraal van kwelders en schorren. De dieren zitten vooral boven op de oeverwallen langs slenken door schorrengebieden. Ze verdragen zowel zeer lage als zeer hoge zoutgehalten. Hoewel de volwassen dieren boven water leven zijn de dieren voor het leggen van eieren afhankelijk van zoute poeltjes bovenop de schor.
De familie Ellobiidae is genoemd naar het genus Ellobium ('ellobos' (Gr.) = hauw, 'ellobion' = oorring en 'lobos' = oorlel.)
Naar de gelijkenis met een muizenoor heten de soorten uit het genus 'Auriculinella' en Myosotella muizenoortjes. Auriculinella komt van auricula (Lat.) oortje.
De Carychiidae zijn nauw verwant aan de Ellobiidae.
Aan de kusten van de Noordzee is deze familie vertegenwoordigd door:
- Myosotella myosotis (Draparnaud, 1801) - (Gewoon) Muizenoortje,
- Myosotella denticulata (Montagu, 1803) - Meertandig muizenoortje en
- Auriculinella bidentata (Montagu, 1808) - Wit muizenoortje.

Daarnaast komt in pliocene en vroeg pleistocene afzettingen van het Noordzeebekken Ellobium pyramidale (Sowerby, 1822) voor.

## Taxonomie
De volgende taxa zijn bij de familie ingedeeld:
- Onderfamilie Carychiinae Jeffreys, 1830
  - Geslacht Carychiella Strauch, 1977
  - Geslacht Carychiopsis Sandberger, 1872
  - Geslacht Carychium O. F. Müller, 1773
  - Geslacht Koreozospeum Jochum & Prozorova, 2015
  - Geslacht Zospeum Bourguignat, 1856
- Onderfamilie Ellobiinae Pfeiffer, 1854
  - Geslacht Auriculinella Tausch, 1886
    - = Leuconia Gray, 1840
    - = Leucopepla Peile, 1926
    - = Leucophytia Winckworth, 1949

  - Geslacht Blauneria Shuttleworth, 1854
  - Geslacht Ellobium Röding, 1798
    - = Auricula Lamarck, 1799
    - = Auriculina Kobelt, 1898
    - = Auriculodes Strand, 1928
    - = Auriculus Montfort, 1810
    - = Autonoe Guppy, 1868
    - = Autonoella Wenz, 1947
    - = Geovula Swainson, 1840

  - Geslacht  † Stolidomopsis Sandberger, 1875
- Onderfamilie Melampinae Stimpson, 1851
  - Geslacht Detracia Gray, 1840
  - Geslacht Melampus Montfort, 1810
    - = Pira H. Adams & A. Adams, 1855
    - = Tifata H. Adams & A. Adams, 1855

  - Geslacht Tralia Gray, 1840
- Onderfamilie Pedipedinae P. Fischer & Crosse, 1880
  - Geslacht Creedonia Martins, 1996
  - Geslacht Leuconopsis Hutton,, 1883
  - Geslacht Marinula P. P. King, 1832
    - = Cremnobates Swainson, 1855
    - = Maripythia Iredale, 1936

  - Geslacht Microtralia Dall, 1894
    - = Rangitotoa Powell, 1933

  - Geslacht Pedipes Férussac, 1821
  - Geslacht Pseudomelampus Pallary, 1900
  - Geslacht Sarnia H. Adams & A. Adams, 1855
- Onderfamilie Pythiinae Odhner, 1925
  - Geslacht Allochroa Ancey, 1887
  - Geslacht Auriculastra Martens, 1880
    - = Cylindrotis Möllendorff, 1895

  - Geslacht Cassidula Férussac, 1821
    - = Cassidulella Thiele, 1934
    - = Cassidulina Thiele, 1931
    - = Melosidula B.J. Smith & Kershaw, 1979
    - = Rhodostoma Swainson, 1840

  - Geslacht Laemodonta Philippi, 1846
    - = Laimodonta H. Adams & A. Adams, 1855
    - = Plecotrema H. Adams & A. Adams, 1854

  - Geslacht Myosotella Monterosato, 1906
    - = Alexia Leach in Gray, 1847
    - = Jaminia T. Brown, 1827
    - = Kochia Pallary, 1900
    - = Nealexia Wenz, 1920

  - Geslacht Ophicardelus Beck, 1838
  - Geslacht Ovatella Bivona-Bernardi, 1832
    - = Monica H. Adams & A. Adams, 1855

  - Geslacht Pleuroloba Hyman, Rouse & Ponder, 2005
  - Geslacht Pythia Röding, 1798
    - = Phytia
    - = Scarabus Montfort, 1810
- † Onderfamilie Zaptychiinae Zaptychiinae Wenz, 1938
  - Geslacht  † Zaptychius Walcott, 1883
- Niet ingedeeld in een onderfamilie
  - Geslacht Ovatella Bivona, 1832

## Afbeeldingen

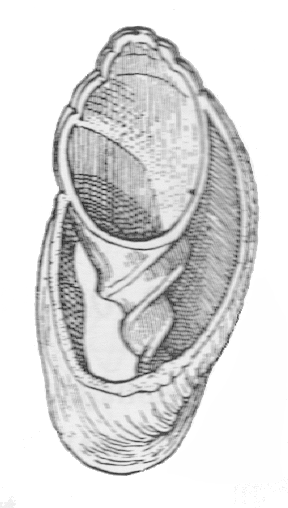
Een schelp waarvan de buitenwand is weggebroken om de opgeloste spil en binnenwanden te tonen.

Ellobium: †pyramidale · 
Auriculinella:
bidentata · 
Myosotella:
denticulata · 
myosotis · 
Ovatella:
firminii · 
Pseudomelampus :
exiguus